# Sympherobius gayi
Sympherobius gayi is een insect uit de familie van de bruine gaasvliegen (Hemerobiidae), die tot de orde netvleugeligen (Neuroptera) behoort. 
Sympherobius gayi is voor het eerst wetenschappelijk beschreven door Navás in 1910.